# Supercoppa svizzera 2022 (pallacanestro)
La Supercoppa svizzera 2022 fu la 8ª edizione di Supercoppa svizzera di pallacanestro maschile.
La sfida si tenne il 9 ottobre 2022 presso il Site Sportif Saint-Léonard tra i detentori del campionato del Fribourg Olympic e Neuchâtel.

## Tabellino
| Arbitri: | Sébastien Clivaz Kenny Jeanmonod Davide Balletta |

|                                 |            |                             |
| Gravet 17 Janković 15 Kazadi 15 | Punti      | 19 Ancrum 11 Martin 12 West |
| Solcà 6                         | Assist     | 4 Maquiesse                 |
| Kazadi 7                        | Rimbalzi   | 4 Ancrum, Martin, Robertson |
| Petar Aleksić                   | Allenatori | Mitar Trivunović            |

| Quintetto titolare | Quintetto titolare | Quintetto titolare | Pt   | Rim  | Ass  |
| ------------------ | ------------------ | ------------------ | ---- | ---- | ---- |
| P                  | 21                 | Yuri Solcà         | 13   | 4    | 6    |
| GA                 | 0                  | Boris Mbala        | 6    | 4    | 2    |
| A                  | 99                 | Natan Jurkovitz    | 9    | 5    | 5    |
| A                  | 6                  | Paul Gravet        | 17   | 3    | 5    |
| C                  | 4                  | Miloš Janković     | 15   | 6    | 3    |
| Panchina:          |                    |                    |      |      |      |
| PG                 | 2                  | Justin Roberts     | 14   | 4    | 3    |
| PG                 | 7                  | Jonathan Kazadi    | 15   | 7    | 3    |
| AC                 | 12                 | Rodin Sangwa       | 2    | 1    | 0    |
| AC                 | 20                 | Arnaud Cotture     | 6    | 5    | 2    |
| A                  | 22                 | Aloïs Leyrolles    | 2    | 0    | 2    |
| G                  | 2                  | Davonta Jordan     | n.e. | n.e. | n.e. |
| Allenatore:        |                    |                    |      |      |      |
| Petar Aleksić      |                    |                    |      |      |      |

| Fribourg Olympic |  | Union Neuchâtel |

| Fribourg Olympic | Statistiche        | Lions de Genève |
| ---------------- | ------------------ | --------------- |
|                  | Statistiche        |                 |
| 30/49 (61.2%%)   | Tiro da 2          | 15/29 (51.7%)   |
| 5/17 (29.4%)     | Tiro da 3          | 7/21 (33.3%)    |
| 24/31 (77.4%)    | Tiri liberi        | 10/18 (55.6%)   |
| 16               | Rimbalzi offensivi | 2               |
| 23               | Rimbalzi difensivi | 16              |
| 39               | Rimbalzi totali    | 18              |
| 31               | Assist             | 16              |
| 14               | Palle perse        | 20              |
| 15               | Palle rubate       | 7               |
| 1                | Stoppate           | 1               |
| 20               | Falli              | 21              |

| Quintetto titolare | Quintetto titolare | Quintetto titolare        | Pt | Rim | Ass |
| ------------------ | ------------------ | ------------------------- | -- | --- | --- |
| P                  | 3                  | Nate West                 | 10 | 1   | 3   |
| GA                 | 0                  | Juan Esteban de la Fuente | 2  | 1   | 0   |
| A                  | 13                 | Killian Martin            | 11 | 4   | 2   |
| AG                 | 6                  | Dalan Ancrum              | 19 | 4   | a   |
| C                  | 9                  | Arkim Robertson           | 9  | 4   | 3   |
| Panchina:          |                    |                           |    |     |     |
| GA                 | 4                  | Jonathan Gräser           | 4  | 0   | 0   |
| PG                 | 5                  | Joanis Maquiesse          | 2  | 2   | 4   |
| AC                 | 8                  | Saban Mehic               | 0  | 1   | 0   |
| PG                 | 10                 | Henri Chokoté             | 0  | 0   | 0   |
| AC                 | 12                 | Nikola Damjanovic         | 0  | 0   | 0   |
| C                  | 17                 | Vigdon Memishi            | 3  | 1   | 1   |
| PG                 | 69                 | Silmy Joao Caputo         | 1  | 0   | 2   |
| Allenatore:        |                    |                           |    |     |     |
| Mitar Trivunović   |                    |                           |    |     |     |

| Supercup 2022              |
| -------------------------- |
| Fribourg Olympic 4º titolo |